# میئورا ساداهیرو
میئورا ساداهیرو ژاپنی: 三浦貞広؛ سامورایی، در دوره سنگوکو بود. در سال ۱۵۴۸ پدر وی به علت بیماری درگذشت و بعد از پدر رهبر خاندان میئورا شد. مدتی در ولایت ایزومو تحت تأثیر خاندان آماگو بود اما بعداً به قلمروی خود در ولایت نوتو بازگشت. وی سعی کرد که خاندان را که توسط میمورا ایه‌چیکا نابود شده بود دوباره به عظمت قبلی بازگرداند. در سال ۱۵۶۶ میمورا ایه‌چیکا توسط دو برادر که از طرف اوکیتا نائوایه دستور داشتند با تفنگ در ولایت میماساکا ترور شد و ساداهیرو دوباره توانست کنترل املاک خود را به دست بیاورد.
در سال ۱۵۶۸ عموی او میئورا ساداموری در اثر حمله موری تروموتو کشته شد. همچنین قلعه عموی او قلعه کاتسویاما (ولایت میماساکا) نیز به تملک خاندان موری درآمد. در سال ۱۵۷۰ توانست با حمایت یاماناکا یوکیموری ملازم خاندان آماگو، قلعه کاتسویاما (ولایت میماساکا) را تصاحب کند. در سال ۱۵۷۴ هنگامیکه اوراگامی مونه‌کاگه با اوکیتا نائوایه درگیر جنگ شد، با میمورا موتوچیکا (پسر میمورا ایه‌چیکا) در ولایت بیزن متحد شد و با خاندان اوکیتا وارد جنگ شد. در سال ۱۵۷۵ خاندان موری که ولایت بیزن را تحت اختیار گرفته بود به وی حمله کرد. در نبرد قلعه تنجین‌یاما بالاخره به اوکیتا نائوایه تسلیم شد. احتمالاً حدود سال ۱۵۸۲ در ولایت هاریما به علت بیماری درگذشت.